# Azores Airlines
Azores Airlines (zuvor SATA Internacional) ist eine portugiesische Fluggesellschaft mit Sitz in Ponta Delgada auf der Insel São Miguel auf den Azoren. Sie gehört wie auch ihre Schwester SATA Air Açores zur Holdinggesellschaft Grupo SATA. Ihre Heimatbasis befindet sich auf dem Flughafen Ponta Delgada.

## Geschichte
Das Unternehmen wurde 1990 unter dem Namen OceanAir gegründet. Im Jahr 1994 wurde die Gesellschaft von der SATA Air Açores übernommen und trug seit 1998 den Namen SATA Internacional. Ende 2001 konnte man den millionsten Passagier begrüßen.
SATA Internacional erhielt im Jahr 2010 vom portugiesischen Staat 9,4 Millionen Euro als Gegenleistung für die Flüge zu und von den Inseln. Im selben Jahr wurde ein neues Corporate Design eingeführt.
Im Oktober 2015 nahm die Gesellschaft den Namen Azores Airlines an und änderte ihr Corporate Design erneut.
Als letzte europäische Fluggesellschaft setzte Azores Airlines den Airbus A310 als Passagierflugzeug ein. Der Airbus A310-300 mit dem Kennzeichen CS-TGV flog am 15. Oktober 2018 zum letzten Mal von Ponta Delgada nach Lissabon.

## Flugziele
Azores Airlines fliegt neben Zielen in Portugal, dem restlichen Europa und Nordamerika, auch nach Bermuda und Praia. Im deutschsprachigen Raum wird Frankfurt angeflogen.

## Flotte

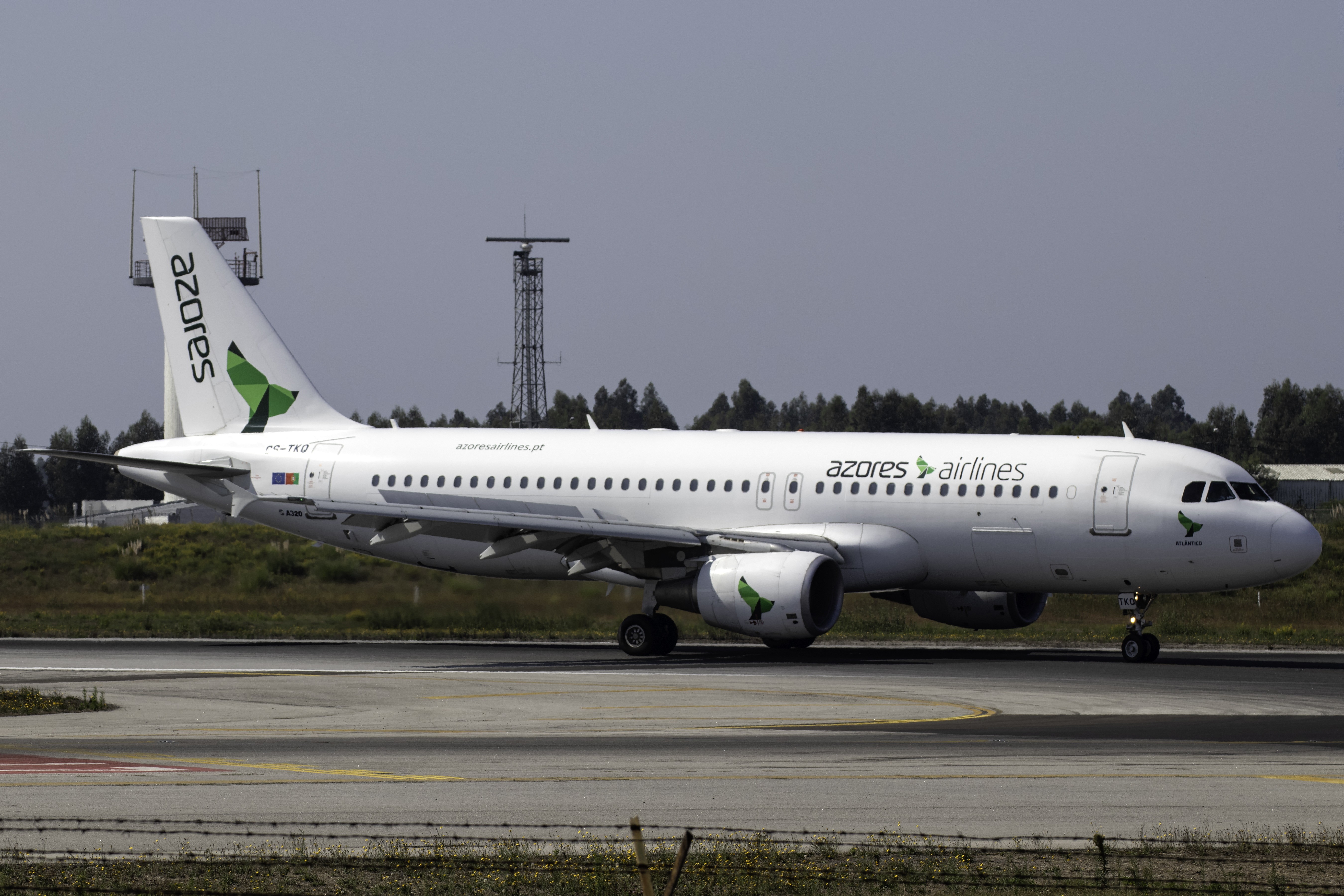
Ein Airbus A320-200 der Azores Airlines auf den Flughafen von Porto

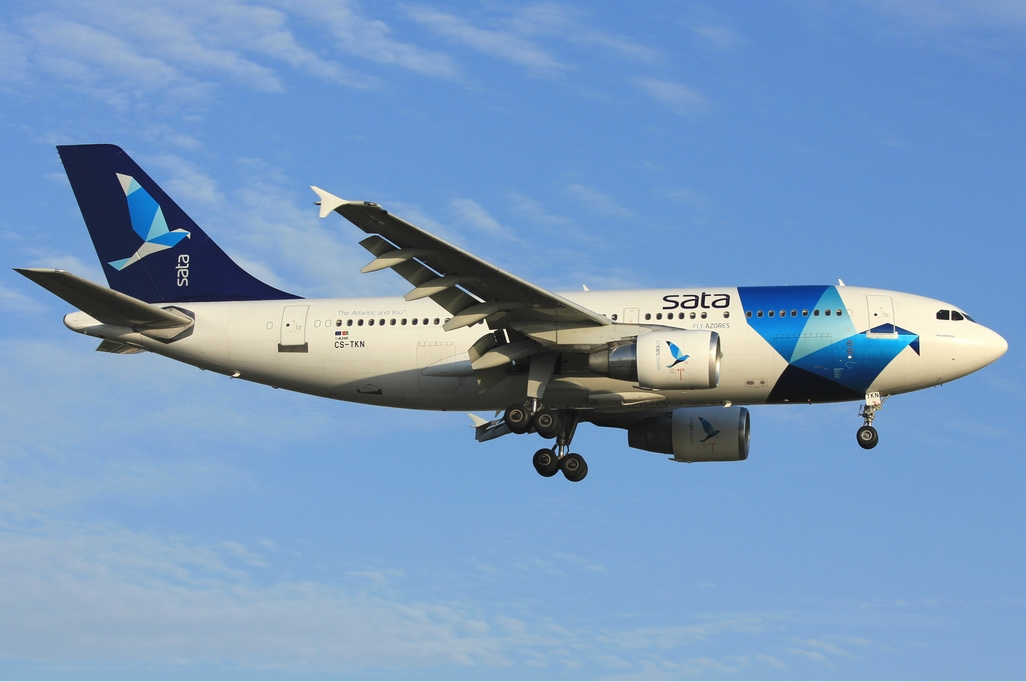
Ein Airbus A310-300 der damaligen SATA Internacional, die diesen Flugzeugtyp bis Oktober 2018 als letzte europäische Passagierfluggesellschaft einsetzte.

### Aktuelle Flotte
Mit Stand August 2024 besteht die Flotte der Azores Airlines aus zehn Flugzeugen mit einem Durchschnittsalter von 8,7 Jahren:
| Flugzeugtyp     | Anzahl | bestellt | Anmerkungen                                                      | Sitzplätze (Business/Economy) | Durchschnittsalter |
| --------------- | ------ | -------- | ---------------------------------------------------------------- | ----------------------------- | ------------------ |
| Airbus A320-200 | 3      |          | in den Bemalungen Unique; Dream und Natural                      | 165 (-/165)                   | 20,2 Jahre         |
| Airbus A320neo  | 2      |          | in den Bemalungen Pure und Natural                               | 168 (-/168)                   | 0,7 Jahre          |
| Airbus A321neo  | 5      |          | in den Bemalungen Breathe; Wonder; Magical; Inspire und Peaceful | 186 (16/170) 190 (16/174)     | 5,0 Jahre          |
| Gesamt          | 10     | –        |                                                                  |                               | 8,7 Jahre          |

Weitere Flugzeuge werden von der Schwesterfluggesellschaft SATA Air Azores operiert.

### Ehemalige Flugzeugtypen
Zuvor setzte Azores Airlines auch folgenden Flugzeugtyp ein:
- Airbus A310-300
- Airbus A330-200[9]